# نصر جرار
نصر خالد جرار (1 يناير 1958 - 14 أغسطس 2002) هو مجاهد فلسطيني وأسير وقائد في كتائب عز الدين القسام في الضفة الغربية وهو والد الشهيد أحمد جرار.

## حياته وجهاده
وُلِد الشيخ نصر في منطقة وادي برقين، وهي إحدى ضواحي مدينة جنين، وتربّى في عائلة مثقفة وملتزمة، قام في عام 1977 بإلقاء قنبلة مولوتوف على محطة باصات "إيجد" الصهيونية في منطقة جنين، وعلى إثرها بدأت رحلته مع سجون الإحتلال عام 1978، حيث جرى اعتقاله بتهمة إلقاء القنبلة ومحاولة تنظيم خلية إسلامية مسلحة ومظاهرات ضد الاحتلال، وحكمت عليه المحكمة العسكرية بالسجن لمدة 10 سنوات. قام الشيخ مع بعض السجناء بتأسيس الجماعة الإسلامية داخل السجن في ذروة بروز الإتجاه اليساري وعدائه لها آنذاك. وفي عام 1988 خرج من سجنه وقد بلغ 30 عامًا. قام الشيخ بالعمل الدعوي وانضم للجنة أموال الزكاة وكان من أحد المشرفين على الأيتام والفقراء. وفي عام 1994 كانت رحلته الثانية مع السجن، حيث اعتُقل في سجن مجدّو لمدة أربع سنوات ونصف في الاعتقال الإداري بعد اتهامه بالوقوف خلف عملية الخضيرة التي نفّذها رائد زكارنة، وكان صلبًا فلم يتنزع منه المحققون اعترافًا، وأُفرج عنه عام 1998.

### إصابات لم تثنه عن المقاومة
في فبراير 2000، انفجرت به عبوة ناسفة في منطقة قريبة من بلدة قباطية على الشارع الالتفافي أثناء مهمة جهادية، مما أدى إلى بتر يده اليمنى وساقه اليسرى، وأثناء مشاركته في معركة مخيم جنين عام 2002، هدمت قوات الاحتلال المنزل الذي كان يتحصن به دون أن تعلم أنه بداخله ورغم ذلك لم يستشهد، وبُترت جراء ذلك قدمه الأخرى، وتمكن رفاقه بعد ذلك من إزالة الركام وإخراجه لمكان آمن، فأصبح مُقعدًا على إثرها.

## استشهاده
استُشهد الشيخ نصر جرار يوم الأربعاء في مدينة طوباس أثناء اشتباكه مع قوات الإحتلال الإسرائيلي بعد حصارها للمنزل الذي كان يتحصن به مع مجموعة من رفاقه، حيث آثر الشيخ البقاء في المنزل ليغطي على انسحاب رفاقه ولصعوبة خروجه معهم وهو مقعد، فقامت قوات الإحتلال باستهداف المنزل بالقذائف حتى هُدمَ عليه المنزل وارتقى شهيدًا تحت الأنقاض،  وشيّع آلاف الفلسطينيين جنازته.